# Benetton Rugby Trévise
Pour les articles homonymes, voir Benetton Trévise.
Ne doit pas être confondu avec Pallacanestro Trévise ou Benetton Rugby Trévise (féminines).
Maillots
Actualités
Dernière mise à jour : 22 septembre 2024.
Le Benetton Rugby (ou Benetton Rugby Treviso, couramment partiellement francisé en Benetton Rugby Trévise) est un club de rugby à XV italien basé à Trévise participant chaque année au United Rugby Championship et, selon son classement de la saison précédente, à la Champions Cup ou à la Challenge Cup.
Le club appartient à la famille Benetton mais comme son homologue des Zebre, il bénéficie d'un important soutien financier de la Fédération italienne de rugby.
Il évolue au stadio Comunale di Monigo.

## Histoire
Le club est fondé en 1932. Il sera plus tard connu en tant que Associazione Sportiva Rugby Treviso.
Il doit attendre 1956 pour remporter son premier championnat d'Italie.
En 1970, le club remporte sa première coupe d'Italie.
L'année suivante, en 1971, Benetton devient sponsor officiel du club ; il sera renommé Benetton Rugby Treviso peu après.
Après son premier titre de 1956, le Benetton a remporté quatorze fois le championnat (1978, 1983, 1989, 1992, 1997, 1998, 1999, 2001, 2003, 2004, 2006, 2007, 2009 et 2010), ainsi que la Coupe d'Italie à trois autres reprises, en 1998, 2005 et 2010.
De 1997 à 2010, Trévise domine sans partage le championnat avec 10 titres sur 14 participations.

### Débuts prometteurs en Ligue celtique
Après de nombreuses négociations, le Celtic Rugby Board et la fédération italienne trouvent un accord de principe pour l'accession en Ligue celtique de deux équipes italiennes et cela pour un bail d'au moins quatre ans. Le projet Aironi, franchise regroupant les clubs de Viadana, Gran Parma Rugby, Rugby Parme, Colorno, Noceto et enfin Reggio d'Émilie, est le premier choisi par la FIR pour y participer. Alors que le club de Rome est initialement choisi du fait de sa localisation dans la capitale, le Benetton Trévise fait appel de cette décision et obtient finalement gain de cause et intègre donc la Ligue celtique.
Pour sa dernière saison dans le championnat Italien, Trévise remporte son quinzième scudetto aux dépens de Viadana (16-12) ainsi que sa quatrième coupe d'Italie (9-8 contre le Petrarca).

#### Saison 2010-2011
Lors de sa première saison en Ligue celtique le Benetton Trévise termine à la dixième place avec un bilan honorable de 9 victoires pour 13 défaites. L'équipe se montre intraitable à domicile avec seulement 3 défaites, les gros du championnat tel que le Munster (19-18) ou le Leinster (29-13) tombent sur la pelouse de Monigo. Elle remporte sa double confrontation avec l'autre équipe Italienne, les Aironi (15-10 sur sa pelouse et 16-15 à l'extérieur). Cette dernière termine à la dernière place du championnat avec un bilan piteux d'une victoire en 22 matchs.
En Coupe d'Europe, le Benetton est dans la poule de l'USAP, des Anglais de Leicester, des Gallois de Llanelli. Lors de la première journée il est proche de faire tomber Leicester mais s'incline finalement dans les dernières minutes (29-34). Après une large défaite à Perpignan (35-14 alors qu'ils menaient 14-7), ils tiennent tête aux Scarlets mais s'inclinent finalement 27-35. La phase retour est catastrophique avec trois lourdes défaites et Trévise termine logiquement dernier de sa poule.

#### Saison 2011-2012
La deuxième saison est conclue par une nouvelle dixième place avec un bilan de 7 victoires pour 15 défaites. L'équipe se montre moins intraitable à domicile. Elle réalise tout de même de belles performances comme cette large victoire enregistrée contre les Gallois de Newport Gwent Dragons (50-24). Lors de sa double confrontation avec les Aironi, elle s'impose à domicile 37-14 et s'incline chez son homologue italienne 27-13.
En Coupe d'Europe, elle est dans la poule du Biarritz olympique, des Anglais des Saracens et des Gallois des Ospreys. Après une lourde défaite chez les Anglais lors de la première journée (42-17), elle réalise un premier coup dans cette coupe en tenant en échec les Ospreys à domicile 26-26. Puis, elle s'impose contre Biarritz à domicile 30-26 réalisant ainsi son meilleur début de compétition. Lors de la phase retour, les Trévisans s'inclinent à trois reprises, cependant ils passent près de l'exploit à domicile contre les Saracens en s'inclinant 26-20. Ils terminent donc derniers de la poule avec un total de 7 points.

#### Saison 2012-2013
Cette saison reste à ce jour la meilleure pour le club vénète. En effet, il termine à la septième place de la Ligue celtique avec un bilan de 10 victoires, 2 matchs nuls et 10 défaites et un total record de 50 points. Il réalise de grosses performances telles qu'une large victoire 34-10 contre le Munster ou encore un match nul (29-29) chez les Irlandais de l'Ulster alors leaders du championnat. Cette saison, les Aironi sont remplacés par les Zebre à cause de soucis financiers. Le Benetton Trévise s'impose lors des deux confrontations : 26-18 à domicile et 10-3 à Parme.
En Coupe d'Europe, le club est dans la poule des Anglais de Leicester, du Stade toulousain et une nouvelle fois des Gallois des Ospreys. Après une phase aller marquée par trois défaites, ils sont proches de réaliser l'exploit à domicile contre Leicester en s'inclinant 14-13 avec un essai transformé encaissé à la 77e minute. Lors de la cinquième journée, ils s'inclinent 35-14 à Toulouse alors que le score était de 14-14 à la mi-temps. Enfin lors de la dernière journée, ils s'imposent 17-14 face aux Ospreys : menés 14-3 à la 74e minute, ils inscrivent deux essais par Zanni et Pratichetti transformés par Burton qui permet à Trévise de s'imposer. Ils terminent dernier de la poule avec 5 points.

### Période difficile en Pro12

#### Saison 2013-2014
À l'intersaison, l'entraîneur sud-africain Franco Smith en place depuis 2007 exprime ses envies d'ailleurs. Déclarant qu'après une saison comme l'année dernière, il avait accompli sa mission et ne pouvait peut être plus apporter quelque chose à cette équipe.
Il s'est d'ailleurs exprimé aux quotidiens régionaux Il gazzettino et La Tribuna en cours de saison : « Je ne suis pas heureux mais j'ai une conscience claire. C'est une saison difficile, il y avait tellement d'attente après notre superbe saison dernière mais certaines choses ne fonctionnent plus. L'année dernière à la même époque nous étions dans la même situation mais je ne peux pas faire de miracle en six mois. C'est très certainement ma dernière saison ici, je ne peux plus rien apporter à cette équipe, j'ai fais mon temps »[réf. nécessaire].
Ses déclarations d'avant saison vont plomber la saison du club qui va réaliser sa pire saison en Pro 12 avec une onzième place finale et un bilan de 5 victoire, 1 match nul et 16 défaites. L'équipe subit de lourdes défaites tel qu'au Leinster (62-7) ou chez les Ospreys (75-7).
En Coupe d'Europe, elle est dans la poule des Irlandais de l'Ulster, des Anglais de Leicester et de Montpellier. Le club réalise une saison européenne fantomatique avec six défaites en autant de rencontres dont une déculottée reçue chez les Ospreys (48-0).
Cette saison est également marquée par l'incertitude quant à la participation de Trévise au Pro 12 pour les saisons à venir, la faute à des soucis financiers et un désaccord quant au prix à payer pour la participation de la franchise. Finalement, le Benetton Trévise et la Fédération italienne de rugby (FIR) sont parvenus à un accord pour que le club reste en Ligue celtique au mois de mai. La FIR, sociétaire de la Ligue celtique, s'était en effet engagée à ce que deux clubs italiens participent à la compétition.
Alors que l'incertitude planait toujours entre janvier et mai, le club subit une véritable saignée avec le départ de 18 de ses meilleurs éléments ainsi que la confirmation du départ de l'entraîneur Franco Smith.

#### Saison 2014-2015
En juin 2014, l'entraîneur de Mogliano Veneto Umberto Casellato est nommé entraîneur principal. Ce dernier recrute 21 nouveaux joueurs.
Le club termine onzième de la Pro12 avec 19 points, juste devant les Zebre(15 points), il remporteront 3 matches (contre les Zebre 16-26 à l'extérieur, et 17-15 à domicile et face aux Cardiff Blues 40-24 à domicile), ils parviendront aussi à égaliser face au Leinster (24-24).
En Coupe d'Europe, Trévise terminera dernier de la poule 5 en avec pour seule victoire un 23-20 face aux Ospreys (à domicile).

#### Saison 2015-2016
Le club terminera dernier de Pro12 à 4 points des Zebre et à 6 des Newport Gwent Dragons, ils ne seront donc pas qualifiés pour la Coupe d'Europe 2016-2017. Ils auront un total de 3 victoires à domicile face à Cardiff (13-7), contre Newport (19-17) et face au Connacht (premiers du classement). Ils perdront leurs deux confrontations face à leur homologue italien (28-25 et 8-18).
En Coupe d'Europe, ils seront derniers de le poule 4 (composée de Leicester, du Stade français et du Munster) sans remporter de matches.

#### Saison 2016-2017
La franchise italienne débutera la Pro12 le 2 février 2016 en s'inclinant à Dublin face au Leinster 20-8.
En Challenge européen, le club sera dans la poule 1 avec La Rochelle, Gloucester et Bayonne.

### Renouveau avec l'arrivée du Pro14

#### Saison 2017-2018
Lors de la saison 2017-2018 du Pro14 (qui vient de s’agrandir avec deux franchises sud-africaines), les leoni effectuent une saison prometteuse, avec le 8e total de point des 14 équipes de la compétition, et en tout 11 victoires, ce qui constitue alors un record pour l'équipe depuis 2010.
Ils battent notamment des équipes comme les futurs finalistes de Llanelli, en Italie (gagnant même un point de bonus offensif), ainsi que les futurs champions d'Europe et du Pro14, le Leinster, à Dublin, dans une « miraculeuse » première victoire d'une équipe italienne en Irlande,.
Leur parcours en Coupe d'Europe est lui marqué par plusieurs matchs très accrochés contre des grandes équipes européennes, n'aboutissant toutefois sur aucune victoire, mais seulement 4 points de bonus.

#### Saison 2018-2019
La saison 2018-2019 confirme le renouveau du club italien qui effectue une première partie de saison remarquée aussi bien en Pro14 qu'en Challenge européen, ponctuée entre autres d'une victoire historique contre Glasgow (qui est alors deuxième de sa poule). Au 10 janvier 2019, la franchise italienne est encore dans la course pour les play-offs de Pro 14 (2e/7 ex-equo avec Édimbourg) et les quarts de finale du challenge européen (2e/4).

#### Saison 2024-2025, qualification historique en phase finale de Coupe d'Europe
Trévise se qualifie pour la première fois de son histoire en phase finale de Champions Cup, en 8e de finale à l'extérieur et s'incline de peu en fin de match contre le Castres olympique au stade Pierre-Fabre (39-37).

## Palmarès
Depuis sa création en 1932, Trévise a remporté quinze championnats de première division dont le dernier en 2010, et quatre Coupes d'Italie (la dernière également en 2010) ce qui fait de lui l'un des clubs ayant le plus gros palmarès en Italie.
| Compétitions nationales | Compétitions internationales                                                                     |
| --- | ------------------------------------------------------------------------------------------------ |
| - Championnat d'Italie - Champion (15) : 1956, 1978, 1983, 1989, 1992, 1997, 1998, 1999, 2001, 2003, 2004, 2006, 2007, 2009 et 2010 - Coupe d'Italie - Vainqueur (4) : 1970, 1998, 2005 et 2010 - Supercoupe d'Italie - Vainqueur (2) : 2006 et 2009 - Pro14 Rainbow Cup - Vainqueur (1) : 2021 | - Champions Cup - Huitième-de-finale (1) : 2025 - Challenge Cup - Demi-finale (2) : 2023 et 2024 |

## Personnalités du club

### Joueurs célèbres
Sous ce maillot, ont joué de grands joueurs étrangers comme l'ancien entraîneur du club et champion du monde Craig Green, l'ancien entraîneur de l'équipe d'Italie de rugby à XV et champion du monde John Kirwan, le champion du monde Michael Lynagh et beaucoup d'autres (Thierry Maset). Depuis toujours, l'équipe a fourni de nombreux internationaux à l'équipe d'Italie.
- Craig Green
- John Kirwan
- Michael Lynagh
- Ivan Francescato
- Alessandro Moscardi
- Denis Dallan
- Manuel Dallan
- Andrea Gritti
- Fabio Ongaro
- Simon Picone
- Andrea Marcato
- Franco Smith
- Gonzalo Canale
- Mauro Bergamasco
- Peter Richards
- Leonardo Ghiraldini
- Luke McLean
- Alessandro Troncon
- Alessandro Zanni
- Brendan Williams (en)
- Tommaso Benvenuti
- Robert Barbieri
- Antonio Pavanello
- Alberto Sgarbi
- Sergio Parisse
- Michele Campagnaro
- Tommaso Allan
- Thierry Maset
- Emiliano Mulieri

‌

### Liste des présidents
- 1978-1996 : Arrigo Manavello
- 1996-en cours : Amerino Zatta

### Liste des entraîneurs
- 1978-1980 : Umberto Cossara
- 1980-1982 : Roy Bish
- 1982-1986 : Vicenzo de Cristoforo
- 1986-1989 : André Buonomo
- 1989-1991 : Jean-Michel Aguirre
- 1991-1992 : Pierre Villepreux
- 1992-1994 : Wayne Smith
- 1994-1997 : Oscar Collodo et Gianni Zanon
- 1997-1998 : Christian Lanta
- 1998-2000 : Christian Gajan
- 2000-2002 : Alain Teixidor
- 2002-2007 : Craig Green
- 2007-2014 : Franco Smith
- 2014-2015 : Umberto Casellato
- 2015-2016 : Marius Goosen  (intérim)
- 2016-2021 : Kieran Crowley
- 2021-2022 : Paul Gustard
- 2022-2025 : Marco Bortolami

### Staff 2025-2026
- Directeur sportif : Antonio Pavanello
- Manager général : Enrico Ceccato
- Entraîneur principal : Marco Bortolami
- Entraîneur des avants : Fabio Ongaro
- Entraîneur jeu au sol : Julian Salvi
- Entraîneur des arrières : Alessandro Troncon
- Entraîneur de la défense : Calum MacRae

### Effectif 2025-2026
Grâce à un partenariat avec la franchise australienne des Queensland Reds, quatre joueurs australiens rejoignent le Benetton Trévise en prêt pour le début de la saison.
| Nom                      | Naissance         | Nationalité sportive | Sélections (points) | Dernier club         | Arrivée au club |
| Talonneurs               | Talonneurs        | Talonneurs           | Talonneurs          | Talonneurs           | Talonneurs      |
| ------------------------ | ----------------- | -------------------- | ------------------- | -------------------- | --------------- |
| → Richie Asiata          | 3 mai 1996        | Australie            | -                   | Queensland Reds      | 2025            |
| Bautista Bernasconi      | 14 septembre 2001 | Argentine            | 3 (0)               | Jaguares XV          | 2023            |
| Nicholas Gasperini       | 9 janvier 2004    | Italie               | -                   | Mogliano Rugby       | 2025            |
| Siua Maile               | 18 février 1997   | Tonga                | 15 (5)              | Hurricanes           | 2022            |
| Marco Manfredi           | 18 septembre 1997 | Italie               | 3 (0)               | Zebre                | 2024            |
| Piliers                  |                   |                      |                     |                      |                 |
| Destiny Aminu            | 19 octobre 2003   | Italie               | -                   | Mogliano Rugby       | 2025            |
| Simone Ferrari           | 28 mars 1994      | Italie               | 66 (10)             | AS Rugby Milano      | 2015            |
| Thomas Gallo             | 30 avril 1999     | Argentine            | 37 (35)             | Olimpia Lions        | 2020            |
| Marcos Gallorini         | 11 octobre 2004   | Italie               | -                   | Mogliano Rugby       | 2024            |
| Ivan Nemer               | 22 avril 1998     | Italie               | 15 (0)              | ASD Rugby Casale     | 2020            |
| Tiziano Pasquali         | 14 juillet 1994   | Italie               | 25 (5)              | Leicester Tigers     | 2016            |
| Mirco Spagnolo           | 2 janvier 2001    | Italie               | 17 (5)              | Petrarca Padoue      | 2023            |
| Nahuel Tetaz Chaparro    | 11 juin 1989      | Argentine            | 75 (10)             | Bristol Bears        | 2021            |
| Giosuè Zilocchi          | 15 janvier 1997   | Italie               | 23 (0)              | London Irish         | 2023            |
| Deuxièmes lignes         |                   |                      |                     |                      |                 |
| Niccolo Cannone          | 17 mai 1998       | Italie               | 55 (10)             | Petrarca Padoue      | 2018            |
| Riccardo Favretto        | 18 octobre 2001   | Italie               | 7 (0)               | Mogliano Rugby       | 2021            |
| Federico Ruzza           | 4 août 1994       | Italie               | 64 (0)              | Zebre                | 2017            |
| Scott Scrafton           | 18 avril 1993     | Nouvelle-Zélande     | -                   | Hurricanes           | 2022            |
| Eli Snyman               | 25 janvier 1996   | Zimbabwe             | -                   | Leicester Tigers     | 2023            |
| Troisièmes lignes aile   |                   |                      |                     |                      |                 |
| → John Bryant            | 20 février 2003   | Australie            | -                   | Queensland Reds      | 2025            |
| Alessandro Izekor        | 5 mars 2000       | Italie               | 6 (0)               | Rugby Calvisano      | 2022            |
| Jadin Kingi              | 19 août 2002      | Nouvelle-Zélande     | -                   | Mogliano Rugby       | 2025            |
| Michele Lamaro           | 3 juin 1998       | Italie               | 47 (5)              | Petrarca Padoue      | 2018            |
| Giulio Marini            | 23 janvier 2002   | Italie               | -                   | Mogliano Rugby       | 2025            |
| Sebastian Negri          | 30 juin 1994      | Italie               | 65 (10)             | Hartpury RFC         | 2017            |
| Manuel Zuliani           | 26 avril 2000     | Italie               | 35 (15)             | Mogliano Rugby       | 2021            |
| Troisièmes lignes centre |                   |                      |                     |                      |                 |
| Lorenzo Cannone          | 28 janvier 2001   | Italie               | 30 (20)             | Petrarca Padoue      | 2021            |
| So'otala Fa'aso'o        | 2 octobre 1994    | Samoa                | 1 (0)               | USA Perpignan        | 2025            |
| Demis de mêlée           |                   |                      |                     |                      |                 |
| Alessandro Garbisi       | 1er avril 2002    | Italie               | 18 (25)             | Mogliano Rugby       | 2022            |
| Andy Uren                | 20 février 1996   | Angleterre           | -                   | Bristol Bears        | 2023            |
| → Louis Werchon          | 24 octobre 2002   | Australie            | -                   | Queensland Reds      | 2025            |
| Demis d'ouverture        |                   |                      |                     |                      |                 |
| Tomás Albornoz           | 17 septembre 1997 | Argentine            | 19 (147)            | Jaguares XV          | 2021            |
| Giuliano Avaca           | 25 février 2003   | Argentine            | -                   | Mogliano Rugby       | 2025            |
| Jacob Umaga              | 8 juillet 1998    | Samoa                | 1 (2)               | Wasps                | 2022            |
| Centres                  |                   |                      |                     |                      |                 |
| Malakai Fekitoa          | 10 mai 1992       | Tonga                | 10 (0)              | Munster              | 2023            |
| → Josh Flook             | 22 septembre 2001 | Australie            | 4 (0)               | Queensland Reds      | 2025            |
| Leonardo Marin           | 23 février 2002   | Italie               | 16 (12)             | Formé au club        | 2021            |
| Tommaso Menoncello       | 20 août 2002      | Italie               | 31 (45)             | Formé au club        | 2022            |
| Fedrico Zanandrea        | 30 janvier 2005   | Italie               | -                   | Mogliano Rugby       | 2025            |
| Ailiers                  |                   |                      |                     |                      |                 |
| Louis Lynagh             | 3 décembre 2000   | Italie               | 7 (10)              | Harlequins           | 2024            |
| Ignacio Mendy            | 29 juin 2000      | Argentine            | 4 (15)              | Jaguares XV          | 2022            |
| Paolo Odogwu             | 18 février 1997   | Italie               | 7 (10)              | Stade français Paris | 2023            |
| Onisi Ratave             | 6 juin 1992       | Fidji                | -                   | Fijian Drua          | 2022            |
| Arrières                 |                   |                      |                     |                      |                 |
| Matt Gallagher           | 26 octobre 1996   | Italie               | 3 (0)               | Bath Rugby           | 2024            |
| Rhyno Smith              | 11 février 1993   | Afrique du Sud       | -                   | Free State Cheetahs  | 2021            |